# 二ノ宮秀明
二ノ宮 秀明（にのみや ひであき、1951年2月13日 - ）は、日本の実業家。三菱ロジスネクスト取締役会長や、日本産業車両協会会長などを歴任した。

## 人物・経歴
東京都八王子市出身。東京都立立川高等学校を経て、1974年一橋大学社会学部卒業、三菱重工業入社。2002年三菱重工業汎用機・特車事業本部経営管理総括部長。2003年三菱重工業汎用機・特車事業本部副事業部長。2003年三菱キャタピラーフォークリフトアメリカ社代表取締役社長。2007年三菱重工業執行役員。
2009年ニチユ顧問。同年ニチユ専務取締役。2010年ニチユ管理本部担当管理本部長。2011年ニチユ代表取締役社長。2013年ニチユ三菱フォークリフト代表取締役社長。2015年ニチユ三菱フォークリフト代表取締役社長CEO。
2016年には産業革新機構からユニキャリアホールディングスを買収して寡占化が進むフォークリフト業界で世界3位のグループとして営業強化を進め、2017年にはユニキャリア代表取締役社長CEO、三菱ロジスネクスト取締役会長を兼務。2019年日本産業車両協会会長。2020年三菱ロジスネクストシニアアドバイザー。京都工業会常務理事、京都商工会議所議員なども務めた。